# Estadio Yamaha
El Estadio Yamaha (en japonés: ヤマハスタジアム, Yamaha Sutajiamu) es un estadio multiusos situado en la ciudad de Iwata, Prefectura de Shizuoka, en Japón. La instalación deportiva inaugurada en 1978 es propiedad de la Yamaha Motor Company cuya planta se encuentra a escasos metros del estadio, posee una capacidad para 16 800 personas y se utiliza principalmente para el fútbol y rugby. Es la casa del club de fútbol Júbilo Iwata de la J1 League y del Yamaha Jubilo de la Top League de rugby.

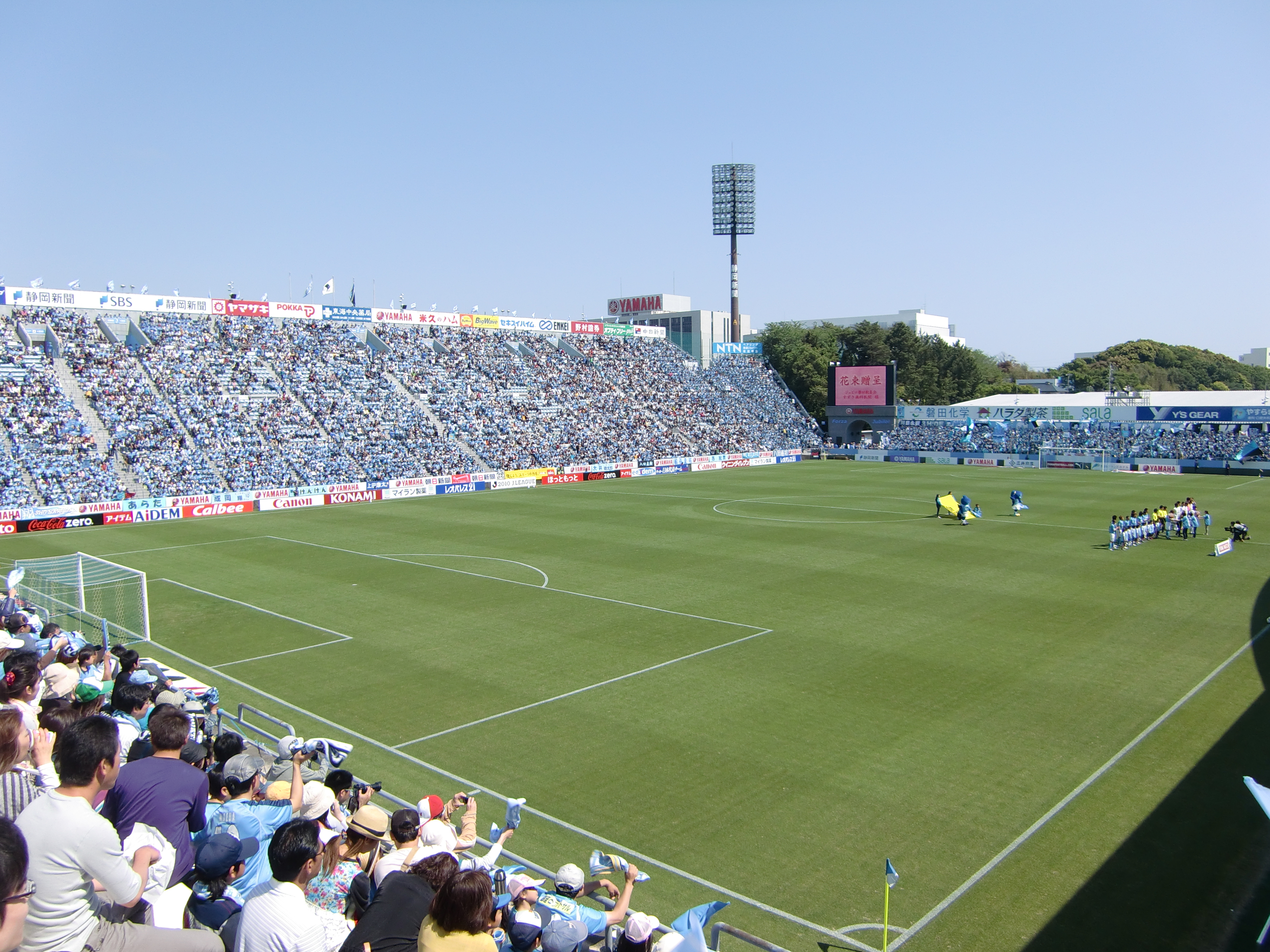
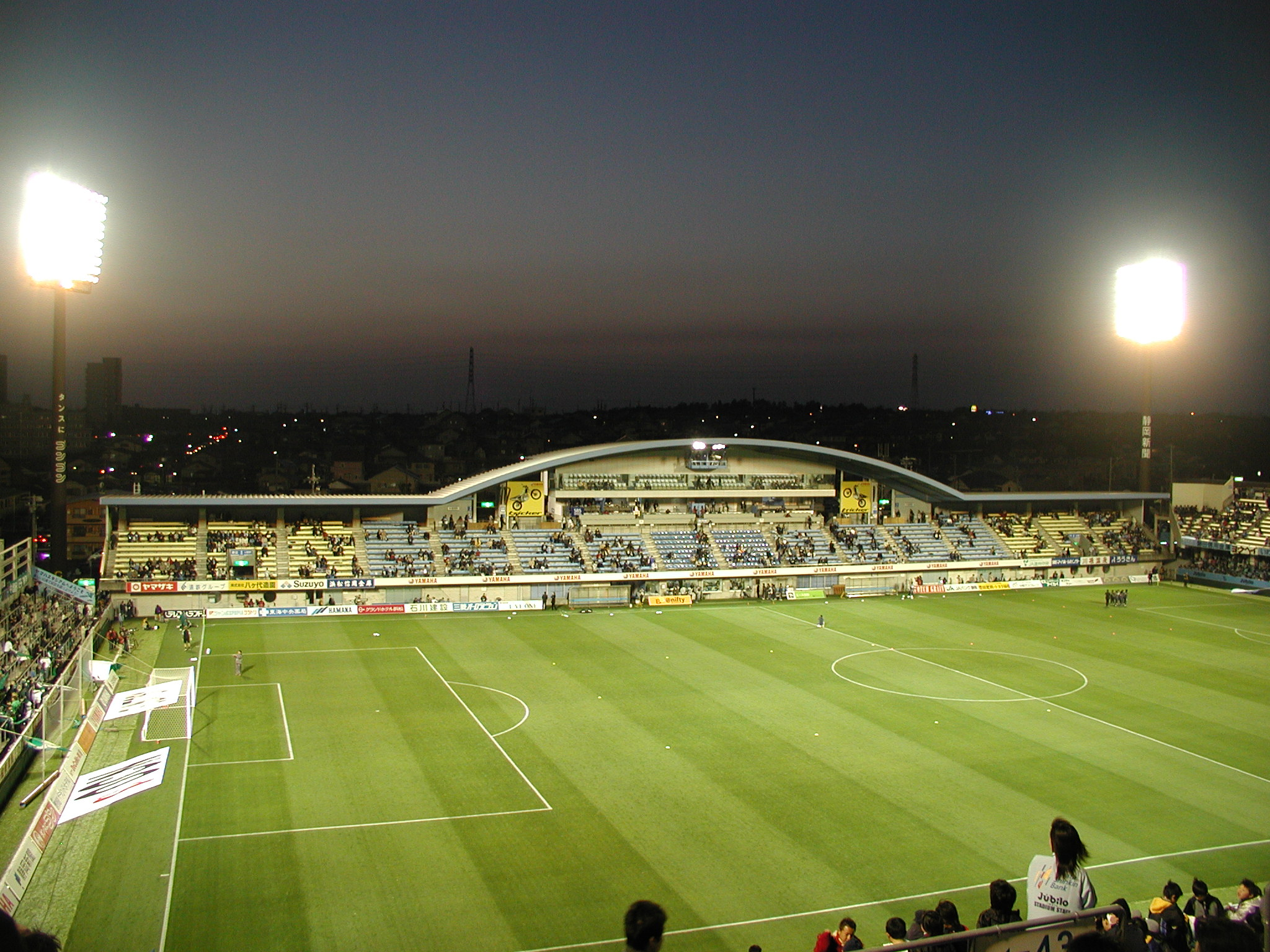